# Pherecydes zebra
Pherecydes zebra är en spindelart som beskrevs av Lawrence 1927. Pherecydes zebra ingår i släktet Pherecydes och familjen krabbspindlar. Utöver nominatformen finns också underarten P. z. tropicalis.